# Blue Diamonds (Kunstflugstaffel)
Die Blue Diamonds (dt. übersetzt: Blaue Diamanten) waren die Kunstflugstaffel der philippinischen Luftstreitkräfte, stationiert auf der Basa Air Base in Floridablanca (Pampanga).

## Geschichte
Das Team wurde 1953 mit Personal der 6th Tactical Fighter Squadron (TFS), die unter der Führung von 1st Lt. Jose Gonzalez stand, gegründet. Die Erstausrüstung bestand aus vier North American P-51D. Die erste Vorführung fand am Flugtag in Manila im gleichen Jahr statt. Auch 1954 flog die Mannschaft die P-51, wobei als einer der Höhepunkte ihres Programms eine langsame Rolle mit Immelmann direkt nach dem Start geflogen wurde. Ende 1954 wurden die Blue Diamonds aufgelöst, da viele ihrer Piloten zur Umschulung auf die North American F-86F in die USA abkommandiert wurden.
Im Jahr 1957 erfolgte die Neugründung mit sieben F-86F, wieder mit dem Namen Blue Diamonds und unter der Kommando der 6th TFS und Captain Gonzales. Im Jahr 1958 wurde erstmals ein Solopilot eingesetzt, ein Jahr später ein zweiter, sodass das Team jetzt neun Flugzeuge einsetzen konnte. Ein erster Vergleich mit ausländischen Kunstflugteams ergab sich 1959, als beim Flugtag in Manila neben den United States Air Force Thunderbirds auch die Flying Brothers der Royal Thai Air Force und Mannschaften aus Neuseeland und Australien teilnahmen.
Seine größte Stärke hatte das Team bei der ersten Vorführung 1960 mit insgesamt 16 F-86F unter der Führung von Capt. Angel Mapua. 1961 wurde die Formation wieder auf neun Maschinen, ergänzt durch einen Solopiloten, reduziert. 1962 übernahm Capt. Isidro Agunod die Führung der Blue Diamonds, die nun wieder mit zwei Solopiloten flogen. Nach Ende der Saison 1962 wurde das Team aufgelöst. Im Jahr 1963, als Antwort auf die Anfrage der Vereinten Nationen, beteiligten sich die Philippinen an einer Friedensmission im Kongo. Für den Einsatz eines Kampfgeschwaders und Support-Mitarbeitern baute die philippinische Luftwaffe die „LIMBAS“ 9th Tactical Fighter Squadron auf. Piloten aus der 6th und 7th TFS wurden der Einheit zugeordnet. Den Kern dieser Elite-Jagdstaffel bildeten die Mitglieder der Blue Diamonds. Als Ergebnis waren die Blue Diamonds  in diesem Jahr nicht in der Lage Vorführungen durchzuführen. Erst 1964 gab es unter Capt. Mapu wieder eine Formation von sieben Flugzeugen plus zwei Solopiloten. Ende 1964 wurde auch dieses Team wieder aufgelöst.
Nachfolger waren jeweils mit F-86 ausgerüstete Mannschaften der 7th TFS (Red Aces) und die Golden Sabres der 9th TFS. Erst 1968 erfolgte eine Neugründung der Blue Diamonds mit Northrop F-5 Freedom Fighter. Die Leitung der Vierformation und zwei Solopiloten übernahm Major Rudolfo Franco, der diese Funktion auch 1969 und 1970 innehatte.
In den 1970er Jahren geriet die Republik in eine Krise. Aber im Jahr 1971 wurde das Schwester-Team der Blue Diamonds, die Red Aces, wieder aufgestellt. Im Jahr 1976 wurde das Team wegen der Probleme, die dazu kamen, aufgelöst. Im Jahr 1986 wurde es wieder aktiviert, als sich die finanziellen Verhältnisse entspannten. Im 2005, als die Air Force ihre F-5 ausmusterte, wurde das Team aufgelöst. Derzeit sind die Red Aces ebenfalls aufgelöst, in Erwartung der Reaktivierung, wenn moderne Flugzeuge zur Verfügung stehen. Vorgesehen sind die schwedische Saab 39 Gripen, aber bis jetzt gibt es keine Entscheidung aufgrund der finanziellen Situation der Philippinen.

## Flotte

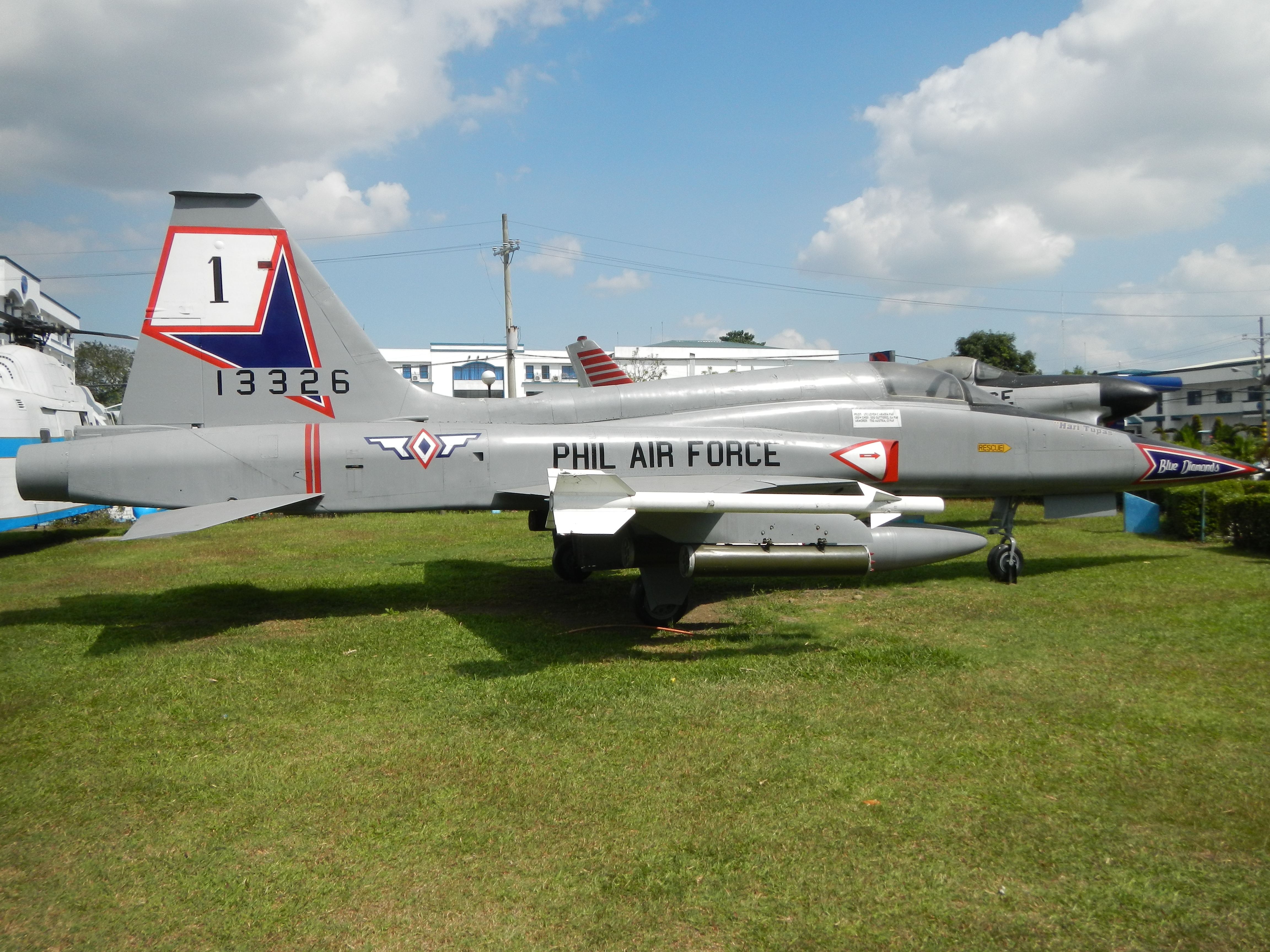
Blue Diamonds F-5

- North American P-51  5 Stück,  1953–1959
- North American F-86 8 Stück, 1959–1968
- F-5 Freedom Fighter  12 Stück, 1968–2005